# Kirsty Hayes
Pour les articles homonymes, voir Hayes.
Christine Isobel « Kirsty » Hayes (née le 2 février 1977) est une diplomate et fonctionnaire britannique. Elle a été ambassadrice britannique au Portugal (2014-2018).

## Éducation
Hayes est née le 2 février 1977 à Aberdeen en Écosse de Robert Colin et Rowena Antoinette Paton. Elle a un lien de parenté avec l'explorateur, archéologue, diplomate et homme politique Sir Austen Henry Layard. Elle a fait ses études à la Dame Alice Harpur School, une école indépendante réservée aux filles à Bedford, en Angleterre. De 1995 à 1998, elle a étudié l'archéologie à l'Institut d'archéologie de l'University College de Londres. Elle a obtenu un baccalauréat ès arts (BA Hons) en 1998. On lui avait offert une place à l'université de Cambridge qu' elle a refusé pour étudier à l'UCL qui lui offrait plus de possibilités de travail sur le terrain. Plus tard, elle a obtenu une maîtrise ès arts (MA) en relations internationales et diplomatie à l'université de Londres et une maîtrise ès arts en stratégie des ressources humaines à la Kingston Business School, université Kingston.

## Carrière diplomatique
Liste non-exhaustive des fonctions :
- Hong Kong: vice-consul spécialisée en politique et en économie[4].
- États-Unis: Washington, D.C. 2e secrétaire temporaire (2001-2002) puis secrétaire privée de l'ambassadeur britannique (2002-2005); d'abord Sir Christopher Meyer puis Sir David Manning[4].
- Royaume-Uni: Bureau des Affaires étrangères et du Commonwealth: responsable de l'équipe Institutions / France et membre du groupe Politique étrangère et de sécurité commune 2005), puiss responsable de l'équipe diversité et développement (2007) puis chef adjointe du département avec des responsabilités de formation et de développement (2008)[4].
- Son mari, Peter Hayes, ayant été nommé haut-commissaire au Sri Lanka et aux Maldives (2008 à 2010)[5], elle a déménagé avec lui et a travaillé comme consultante au Centre régional du Programme des Nations Unies pour le développement à Colombo, au Sri Lanka (2008-2009)[4].

## Vie privée
En 2002, Hayes a épousé Peter Hayes, un collègue diplomate. Ensemble, ils ont deux enfants: un fils et une fille. Elle aime l'équitation et participe à des compétitions de concours complet et de saut d'obstacles. Quand elle a déménagé au Portugal en tant que nouvelle ambassadrice britannique, elle a transporté ses chevaux à travers l'Europe et ils sont maintenant stables à Cascais,.